# Губавчево Поље
Губавчево Поље је насељено мјесто у општини Грачац, југоисточна Лика, Република Хрватска.

## Географија
Губавчево Поље је удаљено око 12 км сјевероисточно од Грачаца.

## Историја
Губавчево Поље се од распада Југославије до августа 1995. године налазило у Републици Српској Крајини.

## Становништво
Према попису из 1991. године, насеље Губавчево Поље је имало 59 становника и сви су били српске националности. Према попису становништва из 2001. године, Губавчево Поље је имало 15 становника. Према попису становништва из 2011. године, насеље Губавчево Поље је имало свега троје становника.
| Националност       | 1991. | 1981. | 1971. | 1961. |
| Срби               | 59    | 118   | 232   | 310   |
| Југословени        |       | 1     | 1     | 1     |
| Хрвати             |       |       | 1     | 3     |
| Македонци          |       |       | 1     |       |
| остали и непознато |       |       |       |       |
| Укупно             | 59    | 119   | 235   | 314   |

| Демографија | Демографија | Демографија |
| Година      | Становника  | Становника  |
| ----------- | ----------- | ----------- |
| 1961.       | 314         |             |
| 1971.       | 235         |             |
| 1981.       | 119         |             |
| 1991.       | 59          |             |
| 2001.       | 15          |             |
| 2011.       |             | 3           |

## Знамените личности
- Никола Совиљ Нина, народни херој Југославије
- Душан Иванић, српски историчар књижевности